# كرة في الهواء

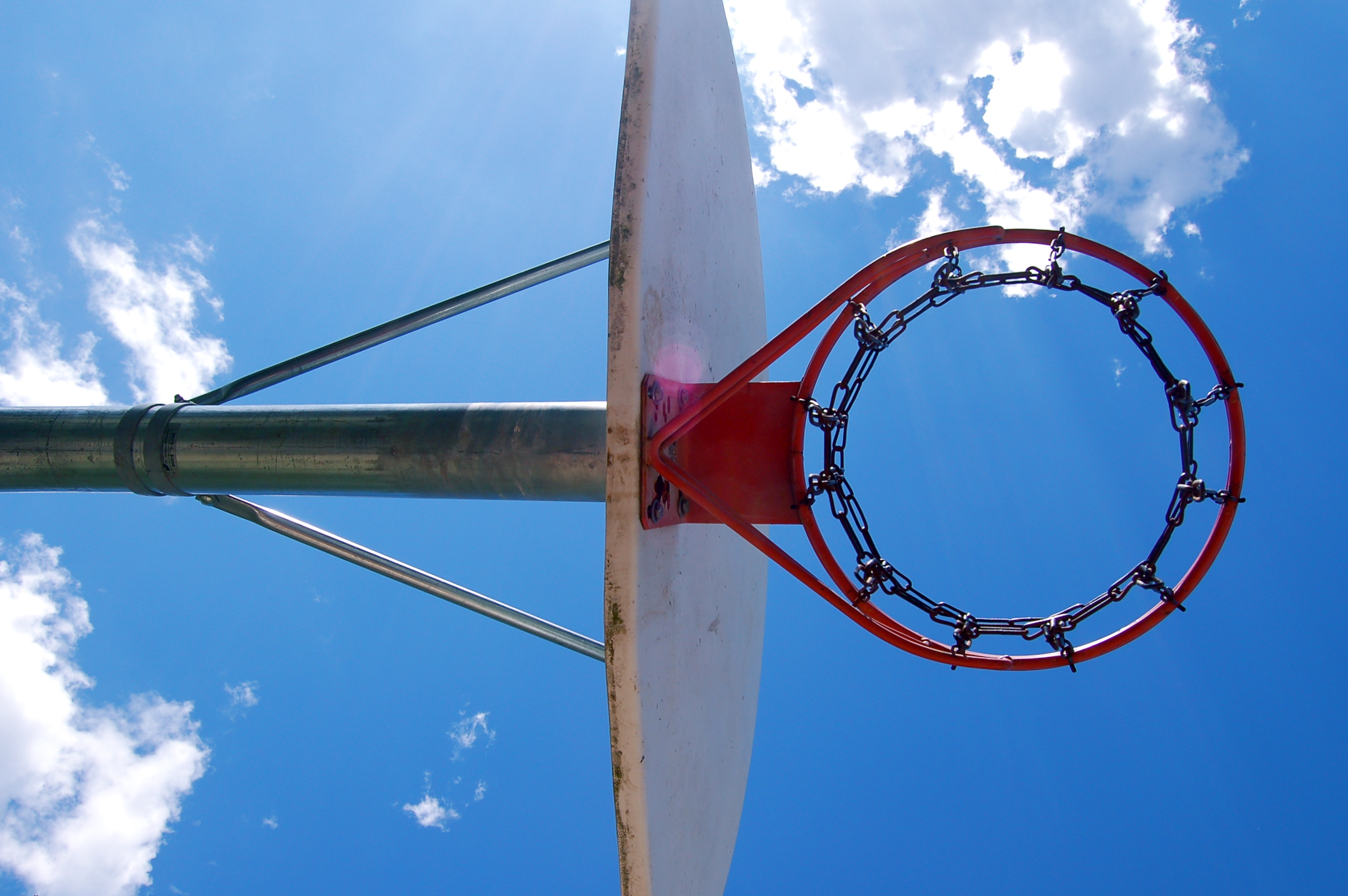
حلقة كرة سلة

الكرة في الهواء في كرة السلة هي تسديدة لم تُعتَرض لكنها أخطأت السلة والحافة واللوحة الخلفية بالكامل.